# Salaise-sur-Sanne
Salaise-sur-Sanne ist eine französische Gemeinde mit 4.548 Einwohnern (Stand: 1. Januar 2022) im Département Isère in der Region Auvergne-Rhône-Alpes; sie gehört zum Arrondissement Vienne und zum Kanton Roussillon.

## Geografie
Im Westen von Salaise-sur-Sanne fließt die teilweise kanalisierte Rhône. Das Gemeindegebiet wird auch vom namengebenden Fluss Sanne durchquert. Umgeben wird Salaise-sur-Sanne von den Nachbargemeinden Le Péage-de-Roussillon im Norden, Ville-sous-Anjou im Osten und Nordosten, Agnin im Südosten, Chanas im Süden, Sablons im Südwesten sowie Charnas im Westen.
Durch die Gemeinde führen sowohl die Route nationale 7 als auch die Autoroute A7. Die Bahnstrecke Paris–Marseille durchquert ebenfalls das Gemeindegebiet.

## Geschichte
Um das Jahr 847 gründete Graf Otto die Abtei Condat. Eine kleine Anzahl von Mönchen bildeten die Priorei Salegiae Salibicus. Aus dieser Keimzelle entstand der heutige Ort Salaise-sur-Sanne.

### Bevölkerungsentwicklung
| Jahr                       | 1800 | 1856 | 1906 | 1926 | 1946 | 1954 | 1962 | 1968 | 1975 | 1982 | 1990 | 1999 | 2006 | 2017 |
| -------------------------- | ---- | ---- | ---- | ---- | ---- | ---- | ---- | ---- | ---- | ---- | ---- | ---- | ---- | ---- |
| Einwohner                  | 795  | 1098 | 928  | 1241 | 2505 | 2932 | 2609 | 2784 | 2976 | 3352 | 3511 | 3646 | 4046 | 4513 |
| Quellen: Cassini und INSEE |      |      |      |      |      |      |      |      |      |      |      |      |      |      |

## Sehenswürdigkeiten
- Kirche und Brunnen Saint-Just
- Priorei Saint-Claude

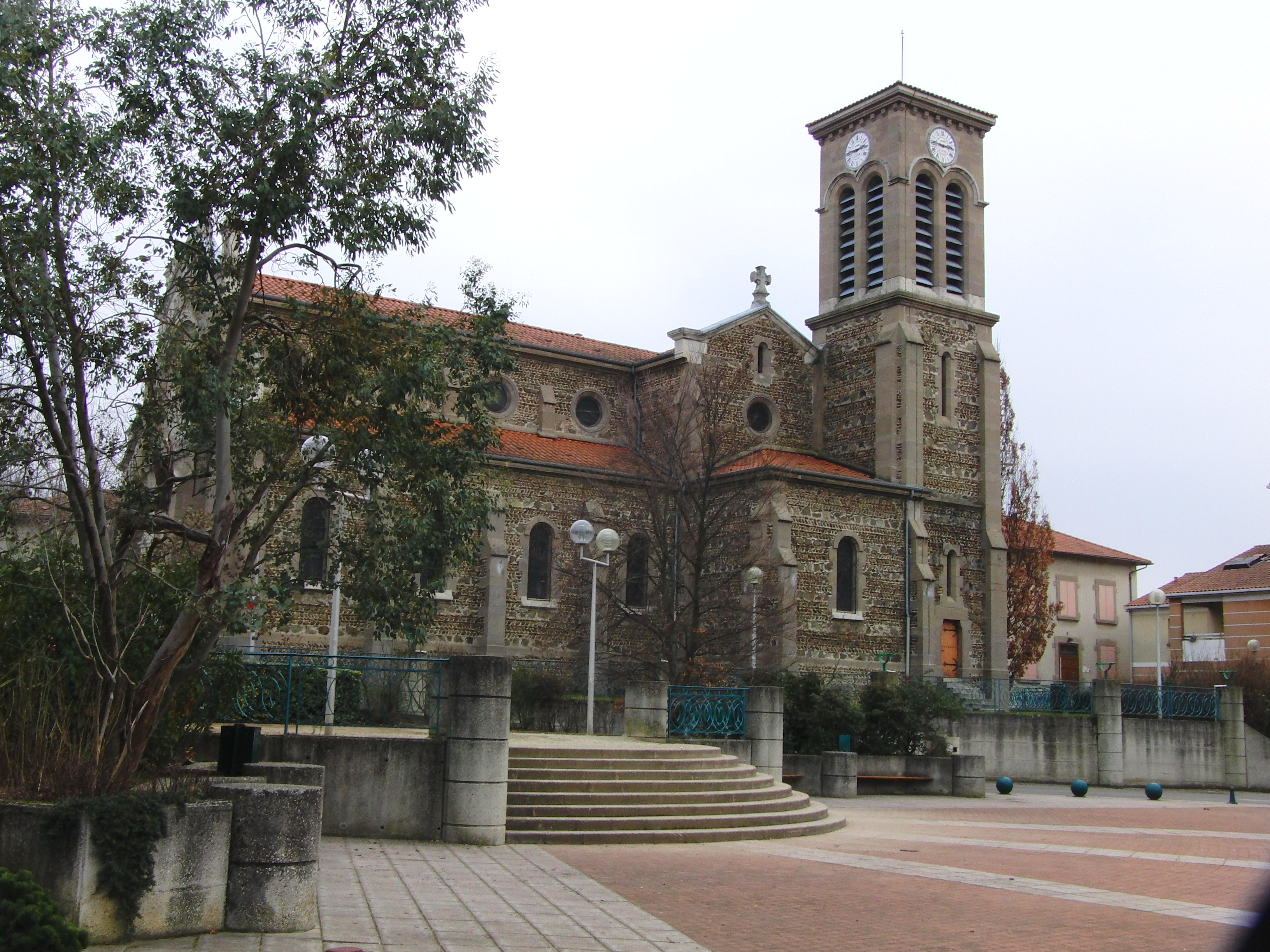
Kirche Saint-Juste

- Brücken über den Bach Sanne aus dem 12. und 13. Jahrhundert

## Persönlichkeit
- Jeanne Bouvier (1865–1953), Gewerkschafterin und Feministin